# Liste des partis politiques au Cameroun

## Années 1950
En 1955, il existait au Cameroun des formations politiques (partis politiques et associations ethniques). Liste  non exhaustive qui a pu être constituée, à partir des documents d’archives :
- Ngondo (Association traditionnelle du peuple Douala, existant de fait depuis le début du XXe siècle).
- Solidarité camerounaise (10 septembre 1947).
- Union Bamileke (8 février 1948).
- AssoBeti (Association « Amicale Voix du Peuple Beti », 24 février 1948).
- UPC (10 avril 1948).
- Kumzse (Association traditionnelle du peuple bamiléké, 10 mai 1948).
- Esocam (Évolution Sociale du Cameroun, 10 juin 1949).
- Renaicam (Renaissance camerounaise, 2 décembre 1949).
- Union Bamoun (13 janvier 1950).
- BDC (Bloc démocratique camerounais, 1" août 1951).
- Front Intercolonial (24 juillet 1952).
- USC (Union sociale camerounaise, septembre 1952).
- JEUSAMAR (Jeunesse de la Sanaga Maritime, septembre 1952).
- INDECAM (Coordination des Indépendants Camerounais, 8 novembre 1952).
- Asso Bake (Association des notables bamiléké, 25 novembre 1952).
- RPC (Rassemblement du peuple camerounais, 12 février 1953).
- Assa Benoue (Association Amicale de la Bénoué, 21 avril 1953).
- ERNKAM (Étude de la Région du Nkam, 27 avril 1953).
- RMC ou Ramocam, (Radicaux Modérés du Cameroun, 8 septembre 1953).
- UPB (Union des Populations Batanga, 5 décembre 1953).
- UNICAM (Unité camerounaise, 22 avril 1954).
- Manjong Bamileke (1ier août 1954).
- Évolution des jeunes camerounais (1ier mars 1955).
- Groupement Anti-Upéciste des Boulou du Dja et Lobo (15 avril 1955).
- PRONORI (Ligue Progressiste des Intérêts Économiques et Sociaux des Populations du Nord Cameroun, 25 avril 1955).
- MEDIAFRANCAM (Médiation franco camerounaise, 6 mai 1955).
- Assemblée traditionnelle Du peuple bamoun (25 juin 1955).
- Front national camerounais (7 juillet 1955).

Ces formations politiques sont des rassemblements à caractère régional.

## Années 2020
Le Cameroun compte en 2015, 298 partis politiques. Toutefois la plupart de ces partis, créés au lendemain du retour au multipartisme en décembre 1990, ne sont pas véritablement actifs dans le paysage politique national. 
Les principaux partis politiques du Cameroun sont :
- Rassemblement démocratique du peuple camerounais (RDPC), ex Union Nationale (parti présidentiel au pouvoir depuis le 18 février 1958)
- Union des populations du Cameroun (UPC) (fondé le 10 avril 1948, légalisé en février 1991[6])
- Bloc démocratique camerounais (BDC), fondé en 1951 par Louis-Paul Aujoulat
- Parti des démocrates camerounais (fondation: 1954 (cococam), création effective: le 12 janvier 1958)
- Front social démocrate (SDF), parti fondé en 1991
- Peuple Uni pour la Rénovation Sociale (PURS) fondé le 14 mai 2010
- Union nationale pour la démocratie et le progrès
- Union démocratique du Cameroun (UDC)
- Le Mouvement Progressiste (MP) fondé en 1991
- Parti camerounais pour la Réconciliation National (PCRN fondé en 2003)
- Mouvement pour la Renaissance du Cameroun (MRC  fondé le 13 août 2012)
- Alliance pour la démocratie et le développement (ADD)
- Mouvement pour le développement intégral de la République (fondé le 30 août 2006)
- Alliance des Forces Progressistes (AFP)
- Mouvement réformateur (fondé le 26 novembre 2006 et légalisé le 2 mars 2007)
- Le Cameroun nouveau, créé en 2009 et légalisé le 28/03/2011.
- Cameroon People's Party (CPP)
- Mouvement africain pour la nouvelle indépendance et la démocratie (MANIDEM)
- Alliance nationale pour la démocratie et le progrès (ANDP)
- Rassemblement démocratique pour la modernité du Cameroun, parti politique légalisé en 1995[7]
- Bloc pour la reconstruction et l'indépendance économique du Cameroun, parti légalisé en 2010[7]
- Front pour le salut national du Cameroun (FSNC)
- Union des mouvements socialistes (UMS)